# Myaptex brachypterus
Myaptex brachypterus är en tvåvingeart som först beskrevs av Philippi 1865.  Myaptex brachypterus ingår i släktet Myaptex och familjen rovflugor. Inga underarter finns listade i Catalogue of Life.